# Małe Kolorado
Małe Kolorado (ang. Little Colorado River)– rzeka w  amerykańskim stanie Arizona, jeden z większych dopływów rzeki Kolorado, do którego uchodzi w Wielkim Kanionie Kolorado. Ma ponad 500 km długości. Wzdłuż północnego brzegu na długości około 240 km rozciąga się 25 - 80 km pasem Pustynia Pstra.